# 赫拉特省
赫拉特省（波斯語：د هرات ولايت）是阿富汗34個省份之一，位於阿富汗西部，並與巴德吉斯省、法拉省與古爾省共同組成阿富汗西北部地區。赫拉特省省會是赫拉特。赫拉特省由17個縣和超過1,000個村落組成，人口約為1,780,000人，是繼喀布爾之後阿富汗人口第二多的省份。赫拉特省是多民族聚居地，語言以波斯語為主。
赫拉特省在西部與伊朗接壤，北部與土庫曼斯坦接壤，成為重要的貿易中心。TAPI天然氣管線預計將由土庫曼斯坦穿過赫拉特省到南面的巴基斯坦和印度。赫拉特省有兩個機場，一個是省會赫拉特的赫拉特國際機場，另一個是阿富汗主要的空軍基地申丹德空軍基地。截斷哈里河的阿富汗-印度友誼水壩也位於赫拉特省。